# 70 Pine Street
70 Pine Street (abans conegut com a American International Building) és un gratacel de Manhattan, a Nova York, situat al 70 Pine Street, Financial District, New York. Fa 290 metres d'alçària amb la seva antena (259 metres si no es compta més que la teulada) i té 66 pisos, separats per 3,75 metres. L'edifici va ser construït entre 1930 i 1932 en un període de «cursa dels gratacels», marcada per la construcció de gratacels avui mítics com l'Empire State Building o el Chrysler Building. L'American International va ser construït en un estil art déco, encara que el seu cim estigui més a prop de l'arquitectura gòtica. L'American International Building era l'edifici més alt de Downtown Manhattan (sud de Manhattan) fins a la construcció del World Trade Center el 1973. Després dels atemptats de l'11 de setembre de 2001, l'American International ha tornat a ser l'edifici més alt de Downtown Manhattan, i serà, fins a l'acabament del New York Times Building l'edifici més alt de Nova York que no ha estat mai el més alt del món.
L'edifici és anomenat correntment American International pels novaiorquesos. L'edifici era abans propietat de la companyia petroliera Cities Service Company, i això li donava el sobrenom de «Cities Service Building». Però el gratacel va ser venut a la companyia de seguretat American International Group (AIG), mentre que la Cities Service Company es traslladava a Tulsa, Oklahoma.
L'American International Group ha implantat a l'edifici la seva seu mundial. Tanmateix, la Cities Service Company també hi té oficines.
L'edifici posseeix un «observatori» en el pis seixanta-sisè, que ofereix les vistes més boniques sobre downtown de tota la ciutat. Desgraciadament, l'observatori, abans públic avui està reservat als empleats de l'American International Group.